# Kazuki Teshima
Kazuki Teshima (手島 和希 Teshima Kazuki?), född 7 juni 1979, är en japansk tidigare fotbollsspelare.
I april 1999 blev han uttagen i Japans trupp till U20-världsmästerskapet 1999.